# Perolândia
Perolândia este un oraș în Goiás (GO), Brazilia.